# Bettadalur, Belur
Bettadalur là một làng thuộc tehsil Belur, huyện Hassan, bang Karnataka, Ấn Độ.